# Paul Paviot
Paul Paviot (Párizs, 1926. március 11. – Luxey, 2017. november 23.) francia filmrendező, forgatókönyvíró.

## Filmjei
- Sultan à vendre (1974, tv-film, rendező)
- Le mauvais (1973, tv-film, rendező)
- Genitrix (1973, tv-film, rendező)
- Midi Trente (1973, tv-sorozat, két epizód, rendező)
- Le masque aux yeux d'or (1973, tv-film, rendező, forgatókönyvíró)
- La fin et les moyens (1972, tv-film, rendező)
- Irma la Douce (1972, tv-film, rendező)
- Le chien qui a vu Dieu (1970, tv-film, rendező)
- Polizeifunk ruft (1968, tv-sorozat, öt epizód, rendező)
- Portrait-robot (1962, rendező, forgatókönyvíró)
- Pantalaskas (1960, rendező, forgatókönyvíró)
- Django Reinhardt (1957, rövidfilm, rendező, forgatókönyvíró)
- Mam'zelle Souris (1957, rendező, forgatókönyvíró)
- Pantomimes (1956, rövidfilm, rendező, forgatókönyvíró)
- Un jardin public (1955, rövidfilm, rendező, forgatókönyvíró)
- Tempi nostri - Zibaldone n. 2 (1954, rendező)
- Lumière (1953, tv-dokumentum-rövidfilm, rendező, forgatókönyvíró)
- Chicago Digest (1952, rövidfilm, rendező)
- Saint-Tropez, devoir de vacances (1952, dokumentum-rövidfilm, rendező, forgatókönyvíró)
- Torticola contre Frankensberg (1952, rövidfilm, rendező, forgatókönyvíró)
- Terreur en Oklahoma (1951, rövidfilm, rendező, forgatókönyvíró)